# Anne d'Orléans (1938)
Pour les articles homonymes, voir Anne d'Orléans.
Titre
Épouse du prétendant au trône des Deux-Siciles
12 mai 1965 – 5 octobre 2015
(50 ans, 4 mois et 23 jours)
Anne d’Orléans — de son nom de naissance, Anne Marguerite Brigitte Marie d’Orléans —, qui porte par son mariage le titre de courtoisie de duchesse de Calabre, née le 4 décembre 1938 au manoir d’Anjou, à Woluwe-Saint-Pierre, en Belgique, est un membre de la Maison d’Orléans, également membre de la famille royale d’Espagne et épouse du prétendant légitimiste au trône des Deux-Siciles, Charles de Bourbon-Siciles.

## Famille
Née le 4 décembre 1938, Anne est la troisième fille et le cinquième enfant d'Henri d'Orléans (1908-1999), comte de Paris et prétendant orléaniste au trône de France, et de son épouse Isabelle d’Orléans et Bragance (1911-2003). Elle est la dernière des enfants du couple à naître en Belgique, où elle est baptisée dans la résidence familiale du manoir d'Anjou. Elle reçoit comme parrain son oncle paternel par alliance Amédée duc d'Aoste et comme marraine la comtesse Anna Dobrzensky de Dobrzenicz, cousine germaine de sa mère,,.
Le 11 mai 1965, Anne d'Orléans épouse civilement à Louveciennes, puis religieusement le lendemain, à la chapelle royale Saint-Louis de Dreux, Carlos de Bourbon-Siciles (né à Lausanne le 16 janvier 1938 et mort à Retuerta del Bullaque le 5 octobre 2015), duc de Calabre, infant d’Espagne et prétendant au trône des Deux-Siciles. Ce dernier est le fils d'Alfonso de Bourbon-Siciles (1901-1964), duc de Calabre et infant d'Espagne, et de son épouse Alice de Bourbon-Parme (1917-2017),
De cette union naissent cinq enfants :
- Cristina de Borbón-Dos Sicilias y Orléans, princesse des Deux-Siciles, grande d’Espagne (née à Madrid le 15 mars 1966), qui épouse en 1994 Pedro López-Quesada y Fernández-Urrutia (1963), d’où deux enfants : Victoria et Pedro.
- María-Paloma de Borbón-Dos Sicilias y Orléans, princesse des Deux-Siciles, grande d'Espagne (née à Madrid le 5 avril 1967), qui épouse en 1996 Siméon de Habsbourg-Lorraine (1958), prince impérial et archiduc d’Autriche, prince royal de Hongrie et de Bohême, d’où cinq enfants : Johannes, Ludwig, Isabelle, Carlota et Philipp.
- Pedro de Borbón-Dos Sicilias y Orléans (né à Madrid le 16 octobre 1968), duc de Noto puis duc de Calabre, prince des Deux-Siciles, grand d’Espagne, époux de Sofía Landaluce y Melgarejo (1973) et père de quatre garçons et trois filles :
  - Jaime de Borbón-Dos Sicilias y Landaluce (1992), duc de Capoue puis duc de Noto, qui épouse en 2021, Lady Charlotte Diana Lindesay-Bethune (1993), d'où une fille.
  - Juan de Borbón-Dos Sicilias y Landaluce (2003)
  - Pablo de Borbón-Dos Sicilias y Landaluce (2004)
  - Pedro de Borbón-Dos Sicilias y Landaluce (2007)
  - Sofía de Borbón-Dos Sicilias y Landaluce (2008)
  - Blanca de Borbón-Dos Sicilias y Landaluce (2011)
  - Maria de Borbón-Dos Sicilias y Landaluce (2015)
- Inés de Borbón-Dos Sicilias y Orléans, princesse des Deux-Siciles, grande d’Espagne (née à Madrid le 20 avril 1971), qui épouse en 2001 le nobile Michele Carrelli Palombi, des marquis di Raiano (1965), d'où trois enfants : Teresa, Blanca et Arturo.
- Victoria de Borbón-Dos Sicilias y Orléans, princesse des Deux-Siciles, grande d’Espagne (née à Madrid le 24 mai 1976), qui épouse en 2003  Markos Nomikos[6] (1965), d'où quatre enfants : Anastasios, Ana, Karlos et Simeon.

La princesse Anne d'Orléans devient veuve le 5 octobre 2015.

## Biographie
Anne d'Orléans passe les premières années de sa vie en exil en Belgique, au Maroc, en Espagne et au Portugal. Adolescente, elle est cependant autorisée à venir poursuivre ses études en France, à l'institut privé Sainte-Marie de Neuilly, et à y passer son baccalauréat,.
En 1960, Anne d'Orléans noue une idylle avec son cousin, le roi déchu et exilé Siméon II de Bulgarie (1937). Cependant, le Vatican lui refuse le droit d’épouser un non-catholique et le comte de Paris met un terme à la relation des deux jeunes gens. 
En 1961, Anne d'Orléans fait la connaissance, à Madrid, de son futur époux, Charles de Bourbon-Siciles (1938-2015). Très rapidement, une relation se développe entre les deux cousins et, dès 1963, le journal Point de Vue fait état de leurs fiançailles prochaines. Mais les choses ne sont pas aussi simples pour le jeune couple. Le comte de Paris est en effet en froid avec le père de Carlos, l’infant Alfonso de Borbón-Dos Sicilias, parce qu’il ne reconnaît pas ses prétentions dynastiques sur le trône des Deux-Siciles. De son côté, Carlos soutient son père et se déclare même chef de la maison royale des Deux-Siciles à la mort de celui-ci. 
Finalement, après bien des concessions, Anne et Carlos obtiennent l’autorisation de se marier en 1965. L'année suivante, les jeunes mariés s’installent à Madrid où le duc de Calabre est avocat spécialiste du droit des affaires. De son côté, Anne d’Orléans s'adonne à la peinture, discipline à laquelle elle s'initie dans l’atelier du peintre espagnol Pablo Echevarría et qu’elle pratique ensuite de manière semi-professionnelle, comme plusieurs de ses frères et sœurs.
Ses œuvres ont été temporairement exposées dans divers musées d'art contemporain[réf. nécessaire], et la duchesse de Calabre réalise régulièrement des expositions en Espagne. La dernière en date, intitulée « Évasion. Aquarelles 2003-2004 », s'est ainsi déroulée dans la « Galería Arteveintiuno » de Madrid en octobre 2007.

## Titulature, décorations et armoiries

### Titulature
Les titres portés actuellement par les membres de la maison d’Orléans n’ont pas d’existence juridique en France et sont considérés comme des titres de courtoisie. Ils sont attribués par le chef de maison.
- 4 décembre 1938 - 11 mai 1965 : Son Altesse Royale la princesse Anne d'Orléans (naissance) ;
- 11 mai 1965 - 5 octobre 2015 : Son Altesse Royale la duchesse de Calabre (mariage) ;
- Depuis le 5 octobre 2015 : Son Altesse Royale la duchesse douairière de Calabre.

### Décorations dynastiques
- Dame grand-croix de justice de l'ordre sacré et militaire constantinien de Saint-Georges (maison de Bourbon-Siciles, 1965)[14]
- Dame grand-croix de l'ordre équestre du Saint-Sépulcre de Jérusalem (Saint-Siège, 24 novembre 2018)[15]

### Armoiries

Armoiries comme princesse de la maison d'Orléans (1938-1965)
Armoiries comme duchesse de Calabre (1965-2015)
Armoiries comme duchesse douairière de Calabre (depuis 2015)